# Stetoskop

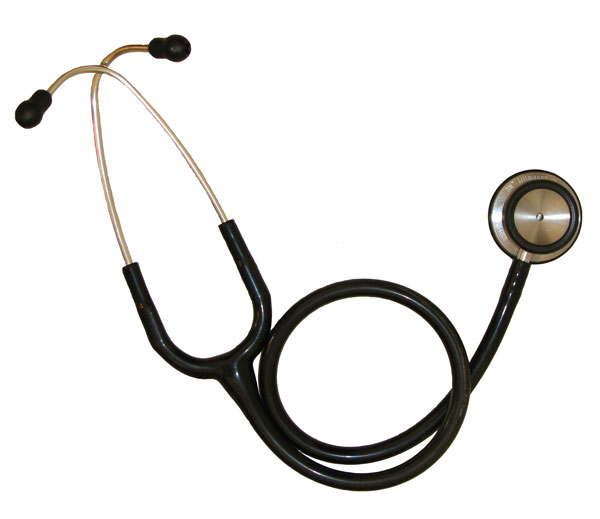
Ett modernt stetoskop.

Stetoskop är ett instrument för att fortplanta ljud från ett munstycke till användarens öron. Att använda instrumentet kallas i medicinska sammanhang för att auskultera. Det kan bland annat användas för att lyssna på hjärta, lungor och tarmar.

## Historia

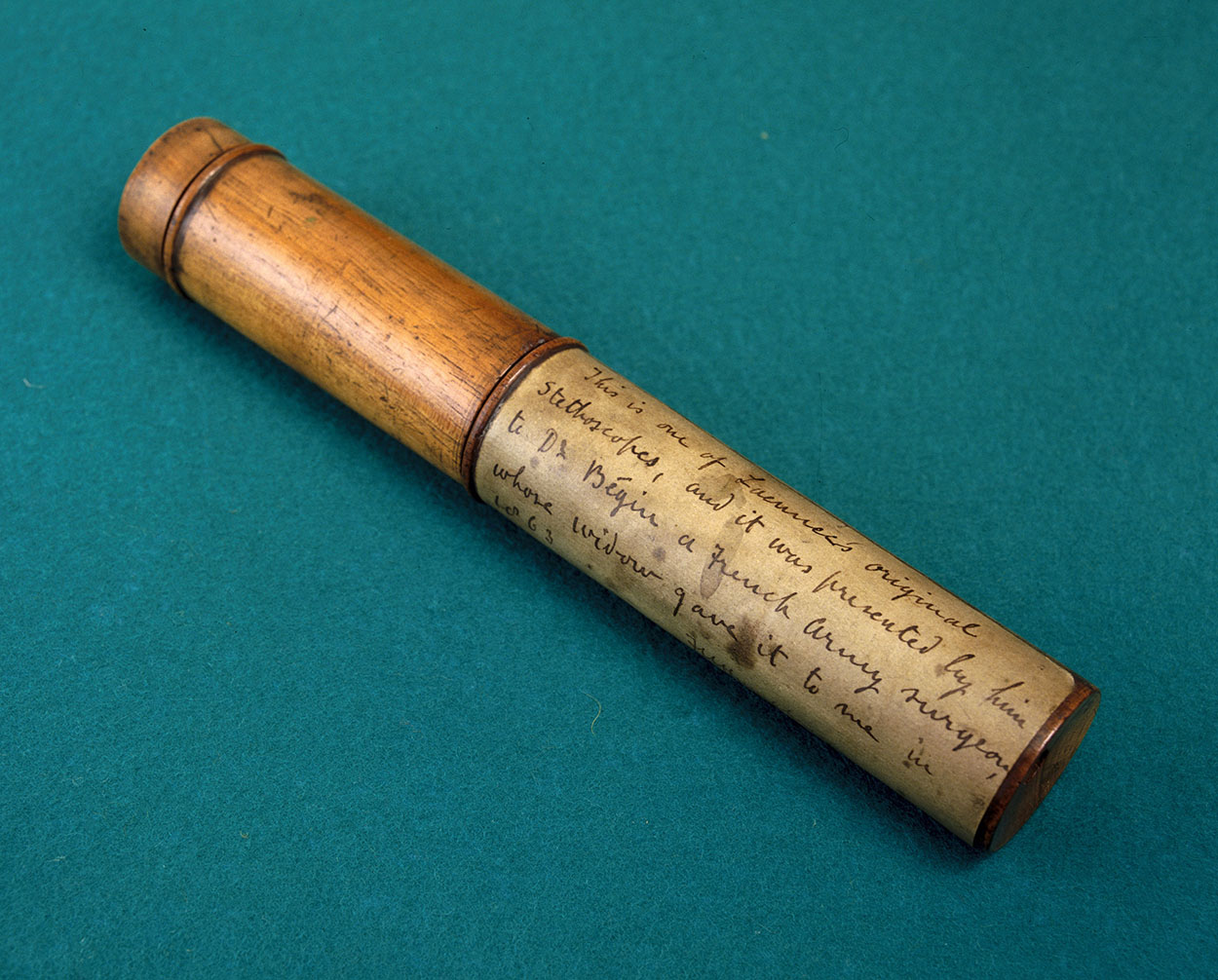
Tidigt stetoskop som tillhörde uppfinnaren René Laënnec. Finns att betrakta på Science Museum i London.

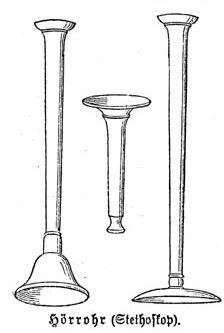
Tidiga stetoskop från 1800-talet.

Det första stetoskopet uppfanns 1816 av den franska läkaren René Laënnec, och bestod då av ett monofont trärör. Tanken om stetoskopet kom till när Laënnec skulle undersöka en ung kvinna, då han tyckte det var generande att sätta sitt öra mot kvinnans bröst. Så här beskrev han själv sin uppfinning:
| ”              | Jag påmindes om ett välkänt akustisk fenomen: om du placerar ditt öra mot ena änden av en träbalk så blir en knappnål som faller i andra änden klart hörbar. Det slog mig att denna fysiska egenskap kan vara till stor nytta i fall jag hade att göra med. Jag rullade ihop ett pappersark, vars ena ände jag placerade över hjärttrakten och andra änden till mitt öra. Jag blev förvånad och upprymd över att kunna höra hennes hjärtslag mycket tydligare än jag någonsin kunnat genom att lyssna direkt med örat. Jag förstod direkt att det här kan bli en oumbärlig metod för att studera, inte bara hjärtslag, utan alla rörelser som kan producera ljud i brösthålan. | „ |
| – René Laënnec | |   |

Den första versionen av ett stetoskop bestod av ett cirka 30 cm långt trärör med en diameter på ungefär 3–5 cm. Verktyget konstruerades i flera mindre delar för att enkelt kunna transporteras.

## Symbolik
Stetoskopet fungerar ofta som en symbol för professionell hälso- och sjukvårdspersonal. En studie från 2012 visar att stetoskopet, i jämförelse med annan medicinsk utrustning, har högst positiv påverkan på trovärdigheten hos utövaren som bär det.